# Atraphaxis caucasica
Atraphaxis caucasica là một loài thực vật có hoa trong họ Rau răm. Loài này được (Hoffm.) Pavlov mô tả khoa học đầu tiên năm 1936.